# ADR-Bescheinigung

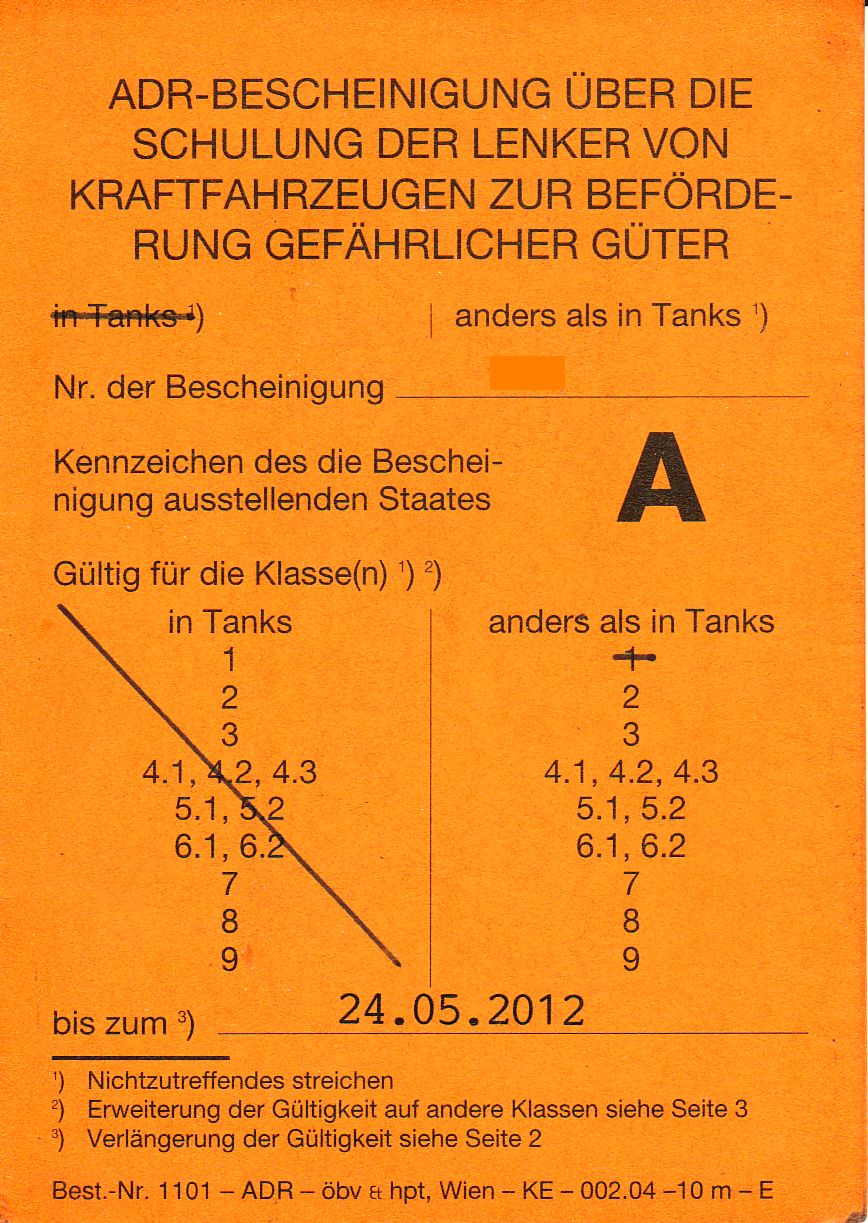
ADR-Bescheinigung (in Österreich ausgestellt)

Die ADR-Schulungsbescheinigung (auch Gefahrgutführerschein genannt) ist eine Erlaubnis zum Befördern von Gefahrgut auf der Straße. Die Abkürzung ADR entstammt dem französischen Titel des internationalen Übereinkommens über Gefahrguttransporte.

## Erwerb
Sie kann bei ausgewählten Schulungsveranstaltern durch Teilnahme an einem Lehrgang erworben werden. Durch die Teilnahme an einem Basiskurs (3 Tage) und anschließender Prüfung wird bei Bestehen eine Bescheinigung mit fünfjähriger Gültigkeit ausgestellt. Die Prüfung umfasst 30 Fragen, maximal 5 Fragen dürfen falsch beantwortet werden. Um die Bescheinigung zu verlängern, muss innerhalb des letzten Gültigkeitsjahres eine Fortbildungsschulung (anderthalb Tage) besucht, und die anschließende Prüfung bestanden werden. In Deutschland werden diese Prüfungen von der zuständigen Deutschen Industrie- und Handelskammer (IHK) abgenommen.
In Österreich sind es zertifizierte Stellen, wie das Wirtschaftsförderungsinstitut oder das Berufsförderungsinstitut, die sowohl die Ausbildung als auch die Prüfungen abnehmen. Für die Klasse Sieben wird diese auch in der Strahlenschutzakademie im AIT in Seibersdorf durchgeführt.
In der Schweiz bieten mehrere Organisationen der Transportbranche Schulungen für Gefahrguttransporte auf der Straße an. Die Aufsicht über Kurse und Prüfungen sowie das Ausstellen der ADR-Schulungsbescheinigungen wird im Auftrag des Bundes und der Kantone von der Vereinigung der Strassenverkehrsämter wahrgenommen.

## Gefahrgutklassen
Die Gefahrgutklassen 1–9 sind nicht alle Bestandteil der ADR-Schulungsbescheinigung. Es darf nur Stück- und Schüttgut der Klassen 2 bis 6 sowie 8 und 9 gefahren werden. Für Tanktransporte sowie für Kl.1-Güter (explosiv) und Kl.7-Güter (radioaktiv) muss nach dem Basiskurs jeweils ein anschließender Aufbaukurs besucht werden.
- Klasse 1: explosive Stoffe und Gegenstände
- Klasse 2: Gase
- Klasse 3: brennbare Flüssigkeiten
- Klasse 4: entzündbare feste Stoffe (4.1) / selbsterhitzende Stoffe (4.2) / Stoffe, die in Verbindung mit Wasser gefährliche Gase bilden (4.3)
- Klasse 5: entzündend, oxidierend wirkende Stoffe (5.1) / organische Peroxide (5.2)
- Klasse 6: giftige Stoffe (6.1) / ansteckungsgefährliche Stoffe (6.2)
- Klasse 7: radioaktive Stoffe
- Klasse 8: ätzende Stoffe
- Klasse 9: verschiedene gefährliche Stoffe und Gegenstände, die nicht in eine der vorherigen Klassen passen

## ADR-Schulungsbescheinigung in Deutschland
Am 1. Januar 2013 wurden die bisherigen Papierführerscheine durch Scheckkarten (ADR-Card) ersetzt, wie es die internationalen Vorschriften durch die Änderung des Kapitels 8.2 ADR vorsehen.